# Scrapter pruinosus
Scrapter pruinosus là một loài Hymenoptera trong họ Colletidae. Loài này được Davies mô tả khoa học năm 2006.